# 조중우호, 협조 및 호상원조에 관한 조약

조약 서명식에 참석한 저우언라이와 김일성

조중우호, 협조 및 호상원조에 관한 조약(중국어: 中朝友好合作互助条约 (중조 우호 협력 상호 원조 조약))은 1961년 7월 11일 중화인민공화국과 조선민주주의인민공화국 양국이 베이징에서 맺은 조약으로 중화인민공화국의 저우언라이 수상과 조선민주주의인민공화국의 김일성 수상이 이 조약에 서명했다.

## 조약 내용
- 제1조 중화인민공화국과 조선민주주의인민공화국 양국은 아시아와 세계 평화 그리고 양국 국민의 안전을 위해 모든 분야에서 끊임없이 노력한다.
- 제2조 중화인민공화국과 조선민주주의인민공화국 양국은 모든 조치를 공동으로 맡으면서 체결국에 대한 특정 국가의 침략을 방지한다. 체결국 가운데 한 쪽이 몇몇 동맹국의 침략을 받을 경우 전쟁 상태로 바뀌는 즉시 군사적 원조를 제공해야 한다.[3]
- 제3조 어느 체결국도 다른 체결국과 맺은 동맹에 참가하지 않으며 다른 나라에 대한 특별한 집단, 행동, 조치에도 참가하지 않는다.
- 제4조 중화인민공화국과 조선민주주의인민공화국 양국은 양국 공통의 이해 관계가 있는 모든 중대한 국제 문제에 대해 서로 협의하기로 한다.
- 제5조 중화인민공화국과 조선민주주의인민공화국 양국은 주권의 상호 존중, 내정 불간섭과 평등 호혜의 원칙, 우호·협력의 정신을 바탕으로 한 양국간의 사회주의 건설 사업에서 가능한 한 경제·기술 원조를 진행하며 양국간의 지속적인 경제, 문화, 과학, 기술 협력을 통해 발전시킨다.
- 제6조 중화인민공화국과 조선민주주의인민공화국 양국은 조선의 통일이 평화와 민주주의를 바탕으로 실현되는 것을 원하며 이러한 문제의 해결은 조선 인민의 이익 및 동아시아의 평화 옹호 목적과 일치하는 것을 인정한다.
- 제7조 이 조약은 양국 의회가 비준하지 않으면 효력이 생기지 않으며 양국이 비준서를 교환한 날부터 효력이 발생한다. 비준서는 평양에서 교환하며 양국이 조약의 개정 또는 효력의 상실에 대해 합의하지 않는 이상 효력이 유지된다.

## 같이 보기
- 한미상호방위조약
- 유엔 안전 보장 이사회 결의안